# 杉咲花のFlower TOKYO
『杉咲花のFlower TOKYO』（すぎさきはなのフラワー トウキョウ）は、TOKYO FM他で放送していたラジオのトーク番組。放送時間は毎週土曜 21:00 - 21:30。パーソナリティは杉咲花。

## 概要
「ラジオ番組を持つことが夢であった」という杉咲花にとっては念願のレギュラーラジオ番組で、映画やドラマで見せる演技とは一味違う素顔のトークをしたり、ラジオならではの企画にも挑戦していくもの。
日本テレビ系列で放送されている『しゃべくり007』に杉咲がゲスト出演した際、しゃべくりメンバーとラジオ番組のシミュレーションをしている様子を偶然にも見ていたラジオディレクターからのオファーでこの番組が始まることになった。
なお、2018年12月23日の放送以降、放送後記が番組サイトにて公開されている。
放送開始当初は東京ローカルだったが、2020年4月からは全国31局ネットで放送されている。一部ネット局は25分バージョンで放送している。
毎回、エンディングではメッセージを読めなかったリスナーの名前を一部紹介している。
2021年9月25日をもって番組終了が決まった。

## ネット局
放送時間の早い順から記載。
全局、「radiko」・「radiko.jpプレミアム」で聴取可能。ただし、AIR-G'・FM大阪・FM FUKUOKAはネット局の番組開始当初は未ネット。

### 現在
| 放送対象地域   | 放送局名                         | 放送時間               | 放送期間        | 備考   |
| -------------- | -------------------------------- | ---------------------- | --------------- | ------ |
| 東京都         | エフエム東京（TOKYO FM）         | 毎週土曜 21:00 - 21:30 | 2018年10月7日 - | 制作局 |
| 石川県         | エフエム石川（HELLO FIVE）       | 毎週土曜 8:00 - 8:30   | 2020年4月5日 -  | [ 7 ]  |
| 広島県         | 広島エフエム放送（HFM）          | 毎週土曜 8:30 - 8:55   | 2020年4月4日 -  |        |
| 大分県         | エフエム大分（Air-Radio FM88）   | 毎週土曜 8:30 - 8:55   | 2020年4月4日 -  |        |
| 新潟県         | エフエムラジオ新潟（FM-NIIGATA） | 毎週土曜 9:00 - 9:25   | 2020年4月4日 -  |        |
| 宮城県         | エフエム仙台（Date fm）          | 毎週土曜 9:00 - 9:30   | 2020年4月5日 -  | [ 8 ]  |
| 兵庫県         | 兵庫エフエム放送（Kiss FM KOBE） | 毎週土曜 9:30 - 9:55   | 2020年4月4日 -  |        |
| 山形県         | エフエム山形（Rhythm Station）   | 毎週日曜 7:30 - 8:00   | 2020年4月5日 -  |        |
| 岐阜県         | エフエム岐阜（FM GIFU）          | 毎週日曜 8:00 - 8:30   | 2020年4月5日 -  |        |
| 滋賀県         | エフエム滋賀（e-radio）          | 毎週日曜 8:00 - 8:30   | 2020年4月5日 -  |        |
| 鳥取県・島根県 | エフエム山陰（V-air）            | 毎週日曜 8:00 - 8:30   | 2020年4月5日 -  |        |
| 岡山県         | 岡山エフエム放送（FM OKAYAMA）   | 毎週日曜 8:00 - 8:30   | 2020年4月5日 -  |        |
| 香川県         | エフエム香川（FM香川）           | 毎週日曜 8:00 - 8:30   | 2020年4月5日 -  |        |
| 高知県         | エフエム高知（Hi-Six）           | 毎週日曜 8:00 - 8:30   | 2020年4月5日 -  | [ 9 ]  |
| 佐賀県         | エフエム佐賀（FMS）              | 毎週日曜 8:00 - 8:30   | 2020年4月5日 -  |        |
| 熊本県         | エフエム熊本（FMK）              | 毎週日曜 8:00 - 8:30   | 2020年4月5日 -  |        |
| 沖縄県         | エフエム沖縄（FM沖縄）           | 毎週日曜 8:00 - 8:30   | 2020年4月5日 -  |        |
| 青森県         | エフエム青森（AFB）              | 毎週日曜 9:00 - 9:25   | 2020年4月5日 -  | [ 9 ]  |
| 福島県         | エフエム福島（ふくしまFM）       | 毎週日曜 9:00 - 9:25   | 2020年4月5日 -  |        |
| 長野県         | 長野エフエム放送（FM長野）       | 毎週日曜 9:00 - 9:25   | 2020年4月5日 -  |        |
| 岩手県         | エフエム岩手（FM IWATE）         | 毎週日曜 9:00 - 9:30   | 2020年4月5日 -  |        |
| 群馬県         | エフエム群馬（FM GUNMA）         | 毎週日曜 9:00 - 9:30   | 2020年4月5日 -  |        |
| 福井県         | 福井エフエム放送（FM FUKUI）     | 毎週日曜 9:00 - 9:30   | 2020年4月5日 -  |        |
| 山口県         | エフエム山口（FMY）              | 毎週日曜 9:00 - 9:30   | 2020年4月5日 -  |        |
| 徳島県         | エフエム徳島（FM TOKUSHIMA）     | 毎週日曜 9:00 - 9:30   | 2020年4月5日 -  |        |
| 長崎県         | エフエム長崎（FM Nagasaki）      | 毎週日曜 9:00 - 9:30   | 2020年4月5日 -  | [ 10 ] |
| 宮崎県         | エフエム宮崎（JOY FM）           | 毎週日曜 9:00 - 9:30   | 2020年4月5日 -  |        |
| 愛知県         | エフエム愛知（FM AICHI）         | 毎週日曜 9:30 - 10:00  | 2021年4月4日 -  |        |

### 過去
| 放送対象地域 | 放送局名                                    | 放送時間             | 放送期間                     | 備考   |
| ------------ | ------------------------------------------- | -------------------- | ---------------------------- | ------ |
| 鹿児島県     | エフエム鹿児島（μFM）                       | 毎週土曜 9:30 - 9:55 | 2020年4月4日 - 9月26日       | [ 11 ] |
| 秋田県       | エフエム秋田（AFM）                         | 毎週日曜 8:00 - 8:30 | 2020年4月5日 - 9月27日       | [ 12 ] |
| 栃木県       | エフエム栃木（RADIO BERRY）                 | 毎週日曜 9:00 - 9:25 | 2020年4月5日 - 2021年3月28日 | [ 13 ] |
| 三重県       | 三重エフエム放送（レディオキューブ FM三重） | 毎週日曜 9:30 - 9:55 | 2020年4月5日 - 2021年3月28日 | [ 13 ] |

後番組はローカル枠になった。
| 放送局         | 後番組                                    |
| -------------- | ----------------------------------------- |
| AFB            | 篠原ともえ「Making」                      |
| FM IWATE       | 鈴木愛理のEasy To Smile                   |
| Date fm        | PERIMETRON HUB                            |
| Rhythm Station | SING LIKE TALKING 佐藤竹善のアンダンテ    |
| ふくしまFM     | 鈴木愛理のEasy To Smile                   |
| FM GUNMA       | あ〜ちゃん ちゃあぽんの!“West Side Story” |
| FM-NIIGATA     | CITY GIRLS MUSIC                          |
| FM長野         | 鈴木愛理のEasy To Smile                   |
| HELLO FIVE     | Have Dreams                               |
| FM FUKUI       | 鈴木愛理のEasy To Smile                   |
| FM AICHI       | Waphyto ～Love your life～                |
| FM GIFU        | 鈴木愛理のEasy To Smile                   |
| e-radio        | 鈴木愛理のEasy To Smile                   |
| Kiss FM KOBE   | 鈴木愛理のEasy To Smile                   |
| V-air          | 鈴木愛理のEasy To Smile                   |
| FM OKAYAMA     | 鈴木愛理のEasy To Smile                   |
| HFM            | CITY GIRLS MUSIC                          |
| FMY            | 鈴木愛理のEasy To Smile                   |
| FM TOKUSHIMA   | いきものがかり吉岡聖恵のうたいろRadio     |
| FM香川         | 鈴木愛理のEasy To Smile                   |
| Hi-Six         | 鈴木愛理のEasy To Smile                   |
| FMS            | 鈴木愛理のEasy To Smile                   |
| FM Nagasaki    | 痛快！あるあるラジオ                      |
| FMK            | 鈴木愛理のEasy To Smile                   |
| Air-Radio FM88 | NCT 127 ユウタのYUTA at Home              |
| JOY FM         | いきものがかり 吉岡聖恵のうたいろRadio    |
| FM沖縄         | 鈴木愛理のEasy To Smile                   |

## 番組コーナー
メッセージ
普通のお便りや質問を紹介したり、番組の感想を紹介するコーナー。
日朝ソングリクエスト
リスナーから日曜の朝に聴きたい曲を募集し、曲を流すコーナー。
朝からお悩み相談
杉咲がリスナーのお悩みを解決するコーナー。
選曲ソムリエ・杉咲花!
リスナーから選曲テーマを募集し、杉咲がセレクトした曲を流すコーナー。
| 放送日         | 選曲テーマ                                       |
| -------------- | ------------------------------------------------ |
| 2019年02月03日 | 青                                               |
| 2019年02月10日 | 東京                                             |
| 2019年04月14日 | 始まり                                           |
| 2019年05月12日 | 期待                                             |
| 2019年07月14日 | 初恋                                             |
| 2019年08月04日 | 夏フェス（ライブを観たいアーティストの楽曲特集） |
| 2019年09月15日 | 友達                                             |
| 2019年12月15日 | 映画                                             |
| 2020年01月19日 | 応援ソング                                       |
| 2020年02月02日 | ロマンチック                                     |
| 2020年04月19日 | カバー                                           |
| 2020年05月24日 | 散歩                                             |
| 2020年06月07日 | 恋                                               |
| 2020年07月12日 | 風                                               |
| 2020年08月02日 | 坂道                                             |
| 2020年08月16日 | 静かで柔らかくでもちょっと元気になる曲           |

## ゲスト
2019年
- 6月16日、23日 - 堀内健（ネプチューン）[28][29][30][注 1]
- 8月25日、9月1日 - 小野花梨[31][32]
- 10月6日 - カネコアヤノ[33]
- 10月13日、20日 - 綾野剛[34][35]
- 12月1日、12月8日 - mabanua（ovall）[36]

2020年
- 8月23日、8月30日 - 吉沢亮[37]

2021年
- 5月21日 - 成田凌

## エピソード
- 2019年4月7日の放送は杉咲が手作りしたおにぎりを持って、スタッフたちとお花見に出かける模様を放送した[38]。
- 2019年7月7日の放送で、『欅坂46 こちら有楽町星空放送局』（ニッポン放送）でパーソナリティの尾関梨香が番組を聴いており、杉咲のメールの読み方を参考にしていると発言があった事がリスナーから報告された[39]。
- 2019年10月7日放送の杉咲がゲストとして出演した『しゃべくり007』（日本テレビ）では杉咲のトークがどれだけ上達したか確認する企画が放送された。
- 2020年4月26日放送分以降は新型コロナウイルス感染防止対策として、杉咲の自宅で収録したものを放送する形となった[40]。